# Lian Li

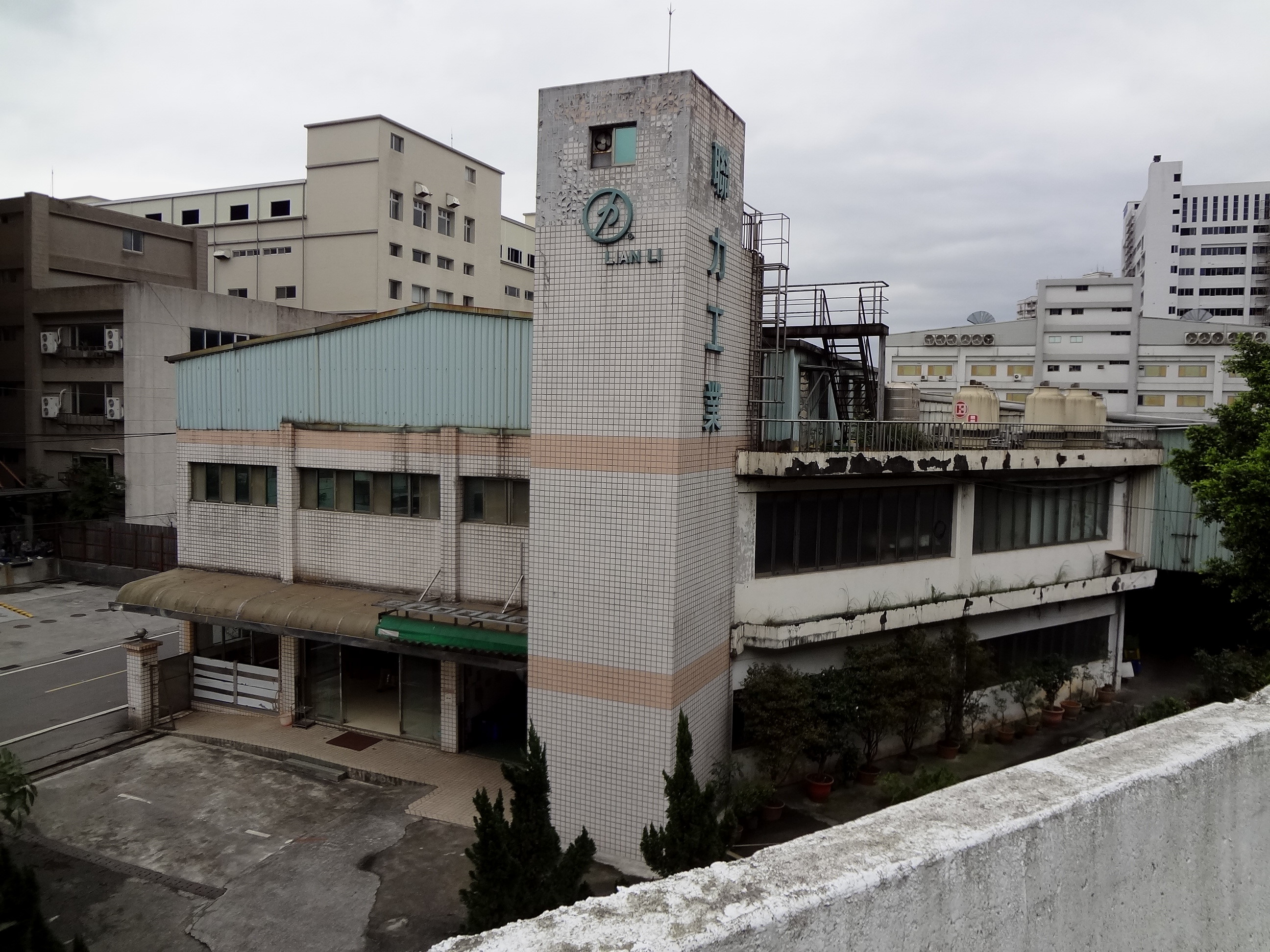
Lian Li Промислова штаб-квартира

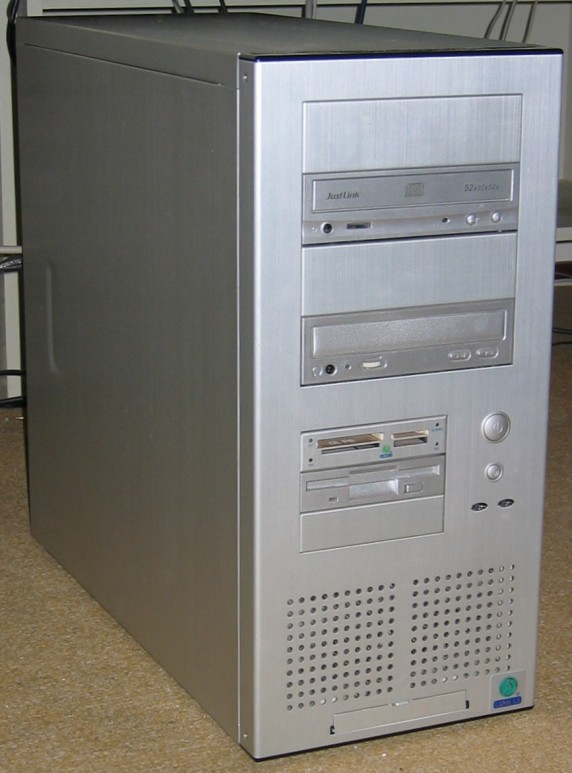
Lian Li PC-60 (срібло)

Lian Li Industrial Co., Ltd. - Тайванський виробник комп'ютерних корпусів та аксесуарів. Компанія має свою штаб-квартиру в індустріальному парку Liu-Tu (T: 六堵工業區, S: 六堵工业区, P: Liù Dǔ Gōngyèqū) в Кілунге.
Lian Li Industrial Co, Ltd була заснована в 1983 році і базується в Кілунге, Тайвань. Lian Li є одним з найбільших виробників з алюмінію корпусів комп'ютерів в Тайвані. Їх корпуси мають малу вагу і пропонується в сріблястому, чорному, сірому, золотом, червоному, синьому і зеленим відтінком. На додаток до різних корпусів які вони виробляють пропонуються також алюмінієві столи, блоки живлення комп'ютерів і відмінність аксесуари, знімні Тверді диски, карт рідери.

## Дочірня марка
У 2009 році Lian Li запустила LanCool як дочірнє виробництво корпусів без використання у них алюмінію внаслідок чого зменшилася ціна. Такі корпуси мають менш інструментальну архітектуру і направлені на ігрові комп'ютери і любителів ПК.